# Jean-Jacques Varoujean
Pour les articles homonymes, voir Varoujean.
Jean-Jacques Varoujean, né Jean-Jacques Ouzounian le 10 août 1927 à Marseille et mort le 2 avril 2005 à Paris, est un écrivain, scénariste, metteur en scène et adaptateur de théâtre français.

## Biographie
Jean-Jacques Ouzounian naît le 10 août 1927 à Marseille de parents arméniens nés dans l'empire Ottoman. Sa mère Archagouhie (Anahid) Yothneghparian (Yédikardachian), née en 1902 (ou 1903) à Konia est rescapée du génocide des Arméniens de 1915, son père Hovsep Ouzounian, né en 1890 (ou 1886) à Mamsa, village du canton de Tchemichgezek dans le Dersim, a fait partie de la Légion Arménienne de l'Armée du Levant en Cilicie.
Jean-Jacques Ouzounian dit Varoujean, fit ses débuts comme assistant metteur en scène aux côtés de Pierre Fresnay et de François Périer, au Théâtre de la Michodière.
Puis, il fut journaliste au Parisien libéré et conseiller littéraire aux Éditions Gallimard. Il a écrit plus d’une centaine de pièces dont environ quarante ont été jouées et trente publiées, ainsi qu’une dizaine de scénarios pour la télévision, une trentaine d’œuvres radiophoniques et une série d’essais.
Il meurt le 2 avril 2005 à Paris et est enterré en République d'Arménie dans le cimetière de Noradouz.

## Théâtre
- 1957 : Concerto - Jean CHAPOT - Théâtre de l’Œuvre
- 1972 : Heureusement ce n’est pas tous les jours dimanche - H. QUINT - Tertre - avec Georges Bonifaix, Nadine Boyer-Duval, Jean Coste, Jean Daguerre, Bernard Guérin, Jeanne Hardeyn, André Lambert, Fabiène Mai, Dominique Marcas, Pierre-J. Montcorbier, Catherine Seneur.
- 1973 : Viendra-t-il un autre été ? - Jacques SPIESSER - Petit Odéon - avec Martine Chevallier, Emmanuel Dechartre, Isabelle Huppert, Pierre Romans, Sylvain Rougerie, Roselyne Villaumé, Jacques Villeret.
- 1975 : La Caverne d’Adullam - Étienne BIERRY – Poche-Montparnasse - avec Dominique Blanchar, Etienne Bierry, Jean Champion, Sybil Maas, Daniel Auteuil, Celia Reggiani.
- 1976 : La Chamaille - Pierre PIEYROU - Théâtre Présent - avec Arlette Thomas, Pierre Peyrou.
- 1977 : De qui sont-ce les manches ? - Roland MONOD – Petit-Odéon - avec Jacqueline Gautier, Dominique Paturel.
- 1977 : 1915 - Jean-Marie LEHEC - Théâtre Fontaine - avec Florence Brière, Jean De Coninck, Jean-Pol Dubois, Jean-Marie Lehec, Philippe Lehembre, Rita Maïden, Louis Mérino, François Michaux, Reine Bartève.
- 1978 : La Vague - Régis SANTON - Nouveau Carré Silvia Monfort - avec Marie-France Santon, Pierre Charras, Henry Gendrot, François Darne.
- 1978 : Les Baracos - Régis SANTON - Chaillot salle Gémier
- 1979 : La Grande voile des petites causes - Pierre CAVASSILAS - CDN de Rennes - avec Robert Angebaud, Christian Baltauss, M.-J. Bretonnière, Gérard Darman, Guilhaine Dubos, Victor Garrivier, Pierre Gondard, Roger Guillo, Yann Le Bonniec, Mireille Olivier, Guy Parigot, Elimien Tessier.
- 1979 : Façades (Prix d’art dramatique d’Enghien, 1961) - Christian Le GUILLOCHET - Lucernaire - avec Luce Berthommé, Bernard Cara, Monique Delaroche, René Erouk, Christian Le Guillochet, Claude Ouzilou, Nadine Servan.
- 1980 : Mort d’un oiseau de proie - Christian Le GUILLOCHET - Lucernaire - avec René Erouk, Denise Bailly, Marie Vincent, Alain Stach, Christine Gonse, Isabelle Charbonnel, Florence Morisot, Guillaume Aretos, Claude Ouzilou.
- 1980 : Le Roi des balcons - Georges VITALY - Coupe-chou - avec Monique Delaroche, Nadine Servan, Jean-Pierre Françon.
- 1982 : Baron, baronne - Étienne BIERRY – Poche-Montparnasse - avec Jacqueline Duc, Etienne Bierry, Sylviane Simonet, Stéphane Bierry.
- 1982 : Cendres rouges - M. de DIEUDEVILLE - Cité Universitaire
- 1983 : La Tonnelle orange - Pierre VIELHESCAZE - Théâtre Malraux/Rueil-Malmaison - avec Dominique Paturel, Francine Bergé, Danièle Ajoret, Cyrille Artaux, Claire Baron, Jean-Michel Farcy, Olivier Germain, Muriel Jarry, Blandine Métayer, Marion Meunier, Christine Moneger.
- 1983 : Toul avuc tin do, si tu peux - Jacqueline DUC - Lys Montparnasse - avec Michel Feder, Serge Ridoux, Biana.
- 1985 : Apsoss - Gérard GÉLAS - Le Chêne Noir/Avignon - avec Chantal Darget, Albert Delpy.
- 1986 : Les Baigneuses de Californie - Roland MONOD – Petit-Odéon - avec Robert Etcheverry, Nadine Servan, Sonia Vollereaux.
- 1986 : Façades 2 - Christian Le GUILLOCHET - Lucernaire - avec Nadine Servan, René Erouk, Jean Rougerie.
- 1986 : Le Piqueur de Sycomores - Pierre BOKOR – Théâtre de Metz - avec Geneviève Forget, Lucien Larose.
- 1987 : Papiers d’Arménie - Pierre CONSTANT - Essaïon, TNP - avec Claire Deluca, Pierre Constant.
- 1988 : La Ville en haut de la colline - Pierre ORMA - Périgueux
- 1989 : L’Ankou - Roland MONOD - TEP/La Limousine - avec Pierre Meyrand, Friedericke Laval, Hermine Karagheuz, Dominique Marcas, Liliane Rovère, Vasken Solakian.
- 1989 : Adorra ou le Cimetière des Eléphants - Bernard JENNY - Le Maillon/Strasbourg - avec Maria Laborit, Kader Boukhanef, André Bénichou, Paul Bru.
- 1989 : Les Filles de la voix - Françoise SEIGNER - Célestins/Lyon - avec Françoise Thuries, Laurence Blasco, Virginie Mery, Emmanuelle François, Lisa Livane, Béatrice Lafont, Ariane Deviègue, Isabelle Carré, Marie-Frédérique Habert, Marie-Odile Arnal, Laurence Frossard, Patricia Georget, Sylviane Goudal, Isabelle Grolier, Catherine Marsan, Juliette Sane, Nadine Basile, Claire Deluca.
- 1989 : La Dame d’onze heures - Antoine LÉONARD MAESTRATI - Essaïon - avec Nadine Servan, Guillaume Destrem.
- 1991 : Chacun pleure son Garabed - Guy RÉTORÉ - CDN de St-Étienne, TEP - scénographie André Acquart, avec Chantal Deruaz…
- 1992 : Quand fera-t-il jour ? - Geneviève THÉNIER - Essaïon - avec Claire Deluca, Michèle Simonnet.
- 1993 : Molière (d’après Goldoni) - Daniel SOULIER - La Main d’Or - avec Didier Brice, Pierre-Yves Chapalain, Christine Guénon, Laure Guillem, Olivier Jeannelle, Vincent Leenhart, Jeanne Vitez.
- 1994 : Prométhée XII (opéra) musique de Haig Vartan - Théâtre Goldoni à Venise.
- 1995 : Prométhée XII (opéra) - H. HOVHANNISSIAN - Erevan - direction musicale Hovhannes Mirzoyan, chorégraphie Hovhannes Divanian, avec Hakop Sarian, Raphaël Melkonian, Artak Herikian, Rouben Elbakian, Arlod Kotcharian, Mourad Amirkhanian, Gayané Géghamian, Robert Bavayan
- 1997 : Des Harengs rouges - M. SEUN - Pékin (annulation), Tokyo
- 1997 : Des Harengs rouges - Rosine MARGAT - TBB, Montmartre-Galabru - avec Thierry Villiers, Sandrine Fourlon, Philippe Kaid, Christine Taudin, Fabien Hemard.
- 1997 : La Cocona - Antoine LEONARD-MAESTRATI - Essaïon - avec Nadine Servan.
- 1999 : L’Os - S. SARKISSIAN - Erevan
- 2001 : La Voix et le mouvement - Sandrine FOURLON, SACD/Carte blanche à Beaumarchais/ Studio-théâtre de la Comédie-Française, CDN du Campagnol/Arcueil
- 2002 : L’Amazone (Opéra) musique Eugénie Alécian, mis en scène Gerald Papasian - Espace Carpeaux/Courbevoie -  avec Cécile Camatte, Jean-Jacques Lala, Thierry Barbé, Michel Gizard, Jean-Yves Caillet, et le quatuor à cordes Razumowsky.
- 2005 : Midis - Pierre VIELHESCAZE - Théâtre de Saint-Maur - avec Jean-Marc Catella, Michel Robbe, Alexandra Royan, Séphora Haymann.
- 2007 : Papiers d’Arménie - Vincent BARRAUD - Théâtre Berthelot/Montreuil - avec Caterina Barone et Vincent Barraud.
- 2011 : Moins par moins - Chantal NICOLAS - Espace Malraux Joué-lès-Tours - avec Didier Marin, Philippe Ouzounian.
- 2015 : Judith et Holopherne - Étienne CHEVREL - Théâtre de Verre - avec Sébastien Boudrot, Doby Broda, Flore Saunois, Tsolinée Vacher, Diane Vanaegen.

## Œuvres publiées

### Théâtre
- 1969 : La ville en haut de la colline
- 1970 : La caverne d’Adullam
- 1973 : Viendra-t-il un autre été ?
- 1974 : Les Baracos
- 1976 : Mort d’un oiseau de proie
- 1978 : Rue Mogador
- 1980 : Apsoss
- 1982 : Thank you, Sir suivi de Les Baigneuses de Californie, Le Quatrième mur et de La Vague
- 1982 : Baron, Baronne
- 1986 : Les Baigneuses de Californie suivi de Le Brûlat
- 1986 : Façades 2
- 1989 : L’Ankou suivi de Papiers d’Arménie
- 1989 : Les Filles de la voix
- 1989 : Dieu de vengeance (adaptation de Sholem Asch)
- 1990 : La Dame d’Onze heures suivi de Incertain Croulle
- 1991 : Chacun pleure son Garabed suivi de Un drôle de vent sous la terre
- 1993 : Des Harengs rouges (traduit en chinois par Zhiming Shen)
- 1995 : Des Harengs rouges
- 1996 : Émile (no 1000)
- 2000 : Abisag dans De Mémoires d’ondes
- 2001 : À l’autre bout du pont - Judith et Holopherne - La voleuse d’histoires
- 2002 : Pour trois femmes (seules)
- 2003 : À plus - L’œil du Prince
- 2005 : Du sang dans les nuages
- 2008 : Prométhée XII et autres pièces (l'Espace d'un instant,  (ISBN 978-2-915037-46-3)
- 2011 : Moins par moins

### Essais
- 1985 : Si c’est rond… (Tentative I)
- 1986 :…C’est pas carré (Tentative II)
- 1989 : 2015 (Tentative III)
- 1996 : La Quadrature du siècle (Tentative IV)
- 2002 : De quoi je ? (Tentative V)